# Till Brönner

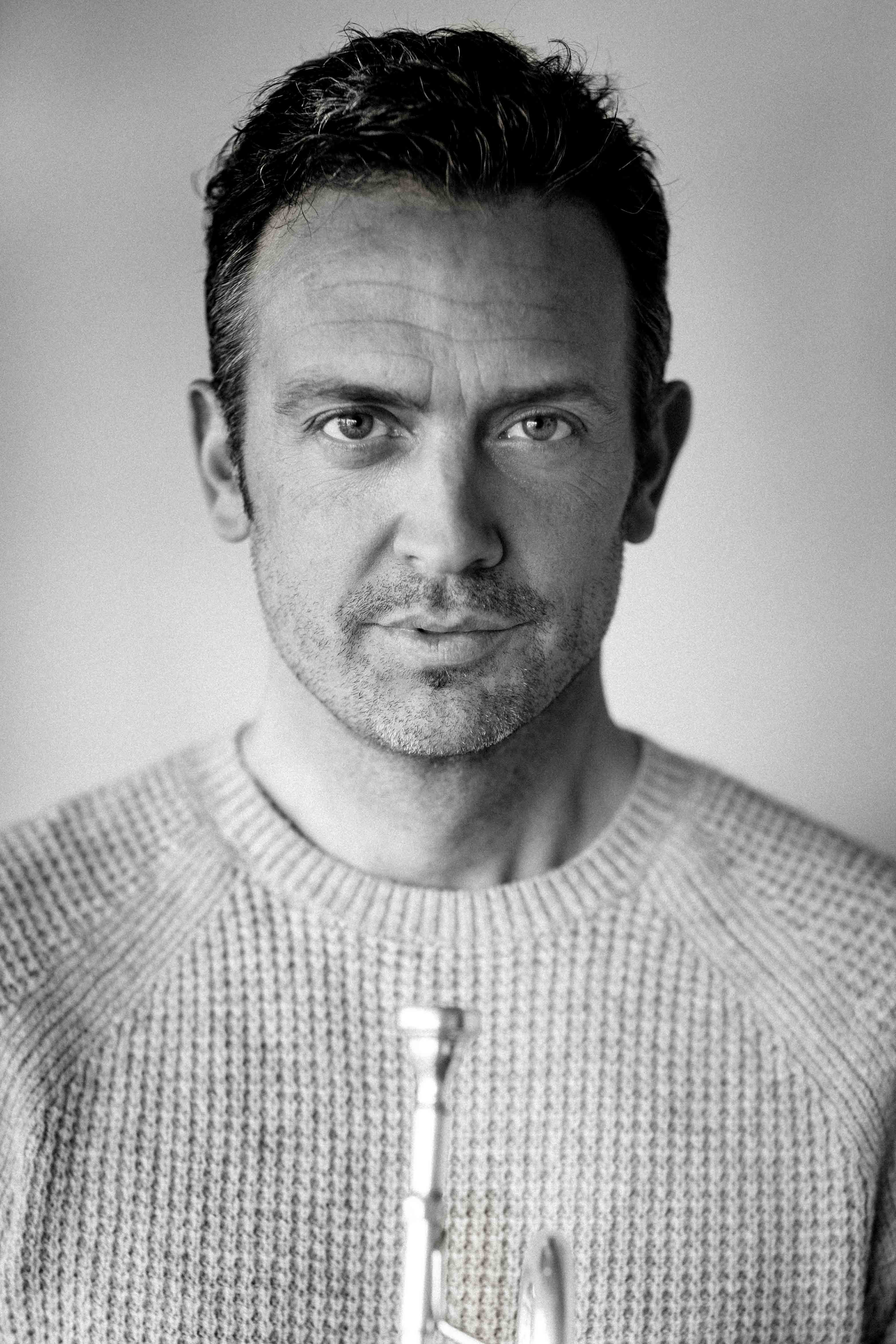
Till Brönner, 2016

Till Brönner (* 6. Mai 1971 in Viersen) ist ein deutscher Trompeter, Flügelhornist, Komponist, Professor für Jazztrompete und Fotograf.

## Werdegang
Die Familie ging einige Jahre nach Tills Geburt für fünf Jahre nach Rom, wo Brönners Eltern als Lehrer an der deutschen Schule unterrichteten und Brönner den Kindergarten besuchte. Er fiel durch sein Talent bei verschiedenen Schulorchestern auf. Er machte 1990 sein Abitur auf der Jesuitenschule Aloisiuskolleg in Bonn-Bad Godesberg und studierte dann Jazztrompete an der Hochschule für Musik Köln. Zu seinen wichtigsten Lehrern gehören Malte Burba und der amerikanische Jazz-Trompeter Bobby Shew. Im Jahre 1991 wurde Brönner Mitglied der RIAS Big Band (damals noch RIAS Tanzorchester) unter Horst Jankowski. 1993 erschien sein erstes eigenes Album Generations of Jazz (mit Ray Brown, Jeff Hamilton, Frank Chastenier und Grégoire Peters). Er erhielt den Preis der Deutschen Schallplattenkritik und den Preis der Deutschen Plattenindustrie. In Folge spielte er mit internationalen Jazzgrößen wie Dave Brubeck, Tony Bennett, Mark Murphy, James Moody, Monty Alexander, Nils Landgren sowie Klaus Doldinger und Joe Sample und ging 2003 mit der Soulsängerin Joy Denalane auf Tour. Er produzierte und komponierte für Hildegard Knef das Album 17 Millimeter (1999) und schrieb Soundtracks für Jazz Seen (2001) sowie Höllentour (2004) von Pepe Danquart.
Im April 2006 erschien sein in Los Angeles aufgenommenes Studioalbum Oceana. Auf der von Larry Klein produzierten CD sind unter anderem Madeleine Peyroux und Sängerin Carla Bruni als Gaststars beteiligt.
2006 produzierte er für den Bariton Thomas Quasthoff das Jazzalbum Watch What Happens, bei dem er auch als Trompeter mitwirkte. Das Album gewann den europäischen Musikpreis Echo.
Von 2004 bis März 2010 spielte und moderierte er in der Reihe Talkin’ Jazz der Kunst- und Ausstellungshalle der Bundesrepublik Deutschland in Bonn mit seiner Band und ausgewählten Gästen, darunter Paul Kuhn, Mousse T., Stefan Raab, Anke Engelke, Thomas Quasthoff, Nana Mouskouri und vielen mehr. Am 5. März 2010 war Peter Kraus sein letzter Gast der Reihe. 2009 spielte er als einer der Gastmusiker die Flügelhornparts auf dem Album Touch des Schweizer Electronicmusic-Duos Yello.

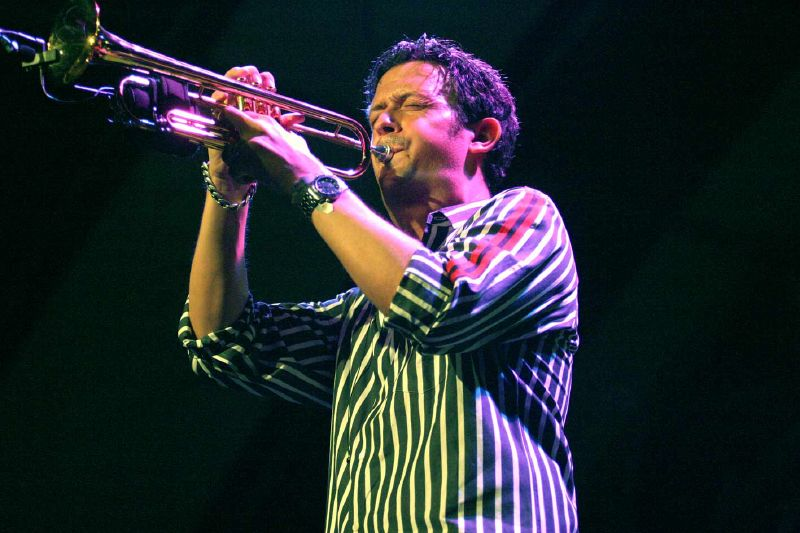
Till Brönner, 2008

2009 wurde Brönner zum Professor an der Hochschule für Musik Carl Maria von Weber Dresden berufen. Seit dem Wintersemester 2009/10 lehrt er dort zusammen mit Malte Burba in der Fachrichtung Jazz, Rock und Pop.
Von August bis November 2010 war Brönner gemeinsam mit Sarah Connor und George Glueck Jurymitglied und Mentor in der Castingshow X Factor, die auf RTL und VOX ausgestrahlt wurde. Er bekam die Kategorie der ab 25-Jährigen zugeteilt und gewann den Wettbewerb mit seiner Kandidatin Edita Abdieski. In der zweiten Staffel, die am 30. August 2011 startete, war er erneut Jurymitglied und Mentor und bekam erneut die Kategorie der ab 25-Jährigen. Am 6. Dezember 2011 gewann Brönner die Show wieder mit seinem Kandidaten David Pfeffer. Seinen Ausstieg aus der VOX-Talentshow begründete er mit seinem Hauptberuf als Jazzmusiker, der wieder seine ungeteilte Aufmerksamkeit verdiene.
2010 begann Brönner, auch als Fotograf zu arbeiten. Seine Porträts, meist mit einer Leica-M-Kamera fotografiert, erschienen Ende 2014 in dem Bildband Faces of Talent (teNeues Verlag). Es folgten diverse Galerie- und Museums-Ausstellungen.
Besondere Aufmerksamkeit erlangte 2019 eine Auftragsarbeit der Brost-Stiftung in Essen, für die Brönner ein Jahr lang das Ruhrgebiet porträtierte. Die Ausstellung fand im Museum Küppersmühle für Moderne Kunst in Duisburg unter dem Titel „Melting Pott“ statt.
Im April 2016 wurde Till Brönner als einziger Jazzkünstler aus dem deutschsprachigen Raum von US-Präsident Barack Obama ins Weiße Haus eingeladen, um mit 45 internationalen Kollegen den International Jazz Day  der UNESCO (30. April) mit einem Konzert zu feiern. Im All-Star-Ensemble waren unter anderem Aretha Franklin, Morgan Freeman, Herbie Hancock, Sting, Pat Metheny, Diana Krall, Marcus Miller, Wayne Shorter, Chick Corea, John McLaughlin, Al Jarreau und Dianne Reeves.
Im Mai 2016 unterzeichnete Brönner nach über 15 Jahren beim Plattenlabel Universal einen internationalen Vertrag beim Label Sony Masterworks.
2020 wurden Fotos von Brönner in der Potsdamer Villa Schöningen unter dem Titel Heimweh ausgestellt. Die Ausstellung wurde kuratiert von Harald Falckenberg und Bernd Dinter, die neben Fotografien von Brönner auch Werke von Klaus Staeck und der Open Memory Box präsentierten.
Angesichts der drohenden erneuten Schließung aller Kultureinrichtungen im Zuge der Lockdownmaßnahmen aus Anlass der Corona-Pandemie wandte sich Brönner Ende Oktober 2020 per Video mit einem eindringlichen Appell an die Öffentlichkeit, die Kulturbranche nicht sterben zu lassen. „Unser erfolgreiches pluralistisches System“ sei „in Gefahr, wenn Kultur nicht mehr frei arbeiten und frei wirtschaften kann“. Insbesondere kritisierte er, dass die Kultur als Teil der „Freizeitwirtschaft“ verstanden werde. Ein halbes Jahr später erneuerte er seinen Appell.
Brönner lebt in Potsdam und hat seit 2013 einen Zweitwohnsitz in Los Angeles. Er ist Vater eines Sohnes und einer Tochter.

## Diskografie
Studioalben

| Jahr | Titel Musiklabel                               | Höchstplatzierung, Gesamtwochen, AuszeichnungChartplatzierungen (Jahr, Titel, Musiklabel, Platzierungen, Wochen, Auszeichnungen, Anmerkungen) | Höchstplatzierung, Gesamtwochen, AuszeichnungChartplatzierungen (Jahr, Titel, Musiklabel, Platzierungen, Wochen, Auszeichnungen, Anmerkungen) | Höchstplatzierung, Gesamtwochen, AuszeichnungChartplatzierungen (Jahr, Titel, Musiklabel, Platzierungen, Wochen, Auszeichnungen, Anmerkungen) | Anmerkungen                                                                       |
| Jahr | Titel Musiklabel                               | DE | AT | CH | Anmerkungen                                                                       |
| ---- | ---------------------------------------------- | --- | --- | --- | --------------------------------------------------------------------------------- |
| 1994 | Generations of Jazz Minor Records (BMG Ariola) | — | — | — | Erstveröffentlichung: 7. Februar 1994                                             |
| 1995 | My Secret Love Minor Records (BMG Ariola)      | — | — | — | Erstveröffentlichung: 14. August 1995                                             |
| 1996 | German Songs Minor Records (BMG Ariola)        | — | — | — | Erstveröffentlichung: 16. September 1996 mit Deutsches Symphonie-Orchester Berlin |
| 1997 | Midnight Jazz Edition (BMG Ariola)             | — | — | — | Erstveröffentlichung: 20. Mai 1997                                                |
| 1998 | Love Verve Records (UMG)                       | DE— Gold (Jazz)DE | — | — | Erstveröffentlichung: 14. September 1998 Verkäufe: + 10.000                       |
| 2000 | Chattin with Chet Verve Records (UMG)          | DE— Gold (Jazz)DE | — | — | Erstveröffentlichung: 3. April 2000 Verkäufe: + 10.000                            |
| 2002 | Blue Eyed Soul Verve Records (UMG)             | DE34 ×5Fünffachgold (Jazz) · (10 Wo.)DE | — | — | Erstveröffentlichung: 4. März 2002 Verkäufe: + 50.000                             |
| 2004 | That Summer Boutique Records (UMG)             | DE17 ×3Dreifachplatin (Jazz) · (14 Wo.)DE | — | — | Erstveröffentlichung: 7. Juni 2004 Verkäufe: + 60.000                             |
| 2006 | Oceana Verve Records (UMG)                     | DE13 Gold · (19 Wo.)DE | — | — | Erstveröffentlichung: 28. April 2006 Verkäufe: + 100.000                          |
| 2008 | Rio Verve Records (UMG)                        | DE8 (16 Wo.)DE | AT64 (1 Wo.)AT | — | Erstveröffentlichung: 19. September 2008                                          |
| 2010 | At the End of the Day Island Records (UMG)     | DE9 Gold · (12 Wo.)DE | AT17 (7 Wo.)AT | CH61 (2 Wo.)CH | Erstveröffentlichung: 15. Oktober 2010 Verkäufe: + 100.000                        |
| 2012 | Till Brönner Verve Records (UMG)               | DE21 (7 Wo.)DE | — | — | Erstveröffentlichung: 30. November 2012                                           |
| 2014 | The Movie Album We Love Music (UMG)            | DE24 (8 Wo.)DE | — | — | Erstveröffentlichung: 26. September 2014                                          |
| 2016 | The Good Life Masterworks Records (Sony)       | DE6 ×2Doppelplatin (Jazz) · (12 Wo.)DE | AT34 (3 Wo.)AT | CH50 (1 Wo.)CH | Erstveröffentlichung: 2. September 2016 Verkäufe: + 40.000                        |

Weitere Alben:
- 2018 – Nightfall, Sony Masterworks[13]
- 2018 – Günter „Baby“ Sommer & Till Brönner: Baby’s Party

## Filmmusik
- 1996: Happy Weekend
- 2000: Zoom
- 2004: Ein Tag in Wolfsburg
- 2004: Höllentour
- 2009: Zwischen heute und morgen
- 2011: As Time Goes By
- 2023: Caveman

## Auszeichnungen
- 2007, 2008, 2009: Echo-Preis „Jazz national/international“
- 2009: Grammy-Nominierung in der Kategorie „Best instrumental Jazz solo“
- 2012: Praxisstipendiat in der Deutschen Akademie Rom Villa Massimo[14]
- 2014: Joachim-Ernst-Berendt-Ehrenpreis der Stadt Baden-Baden (Verleihung am 12. März 2014 in Baden-Baden im Rahmen des Mr. M’s Jazz Club Festivals)[15]
- 2019: Landesverdienstorden Nordrhein-Westfalen[16]